# Tithi
No hindu védico, um tithi é um duração de duas faces da lua que é observada da terra (em neuari milа̄lyа̄, मिलाल्याः), ou o tempo que oângulo longitudinal entre a lua e o sol aumenta até 12°. Ou seja, um tithi é uma duração de tempo entre as épocas consecutivas que correspondem a quando o ângulo longitudinal entre o sol e a lua é um múltiplo inteiro de 12°. Os dízimos começam em vários horários do dia e variam em duração de aproximadamente 19 a 26 horas. Cada dia do mês lunar é chamado tithi.

## Panchanga

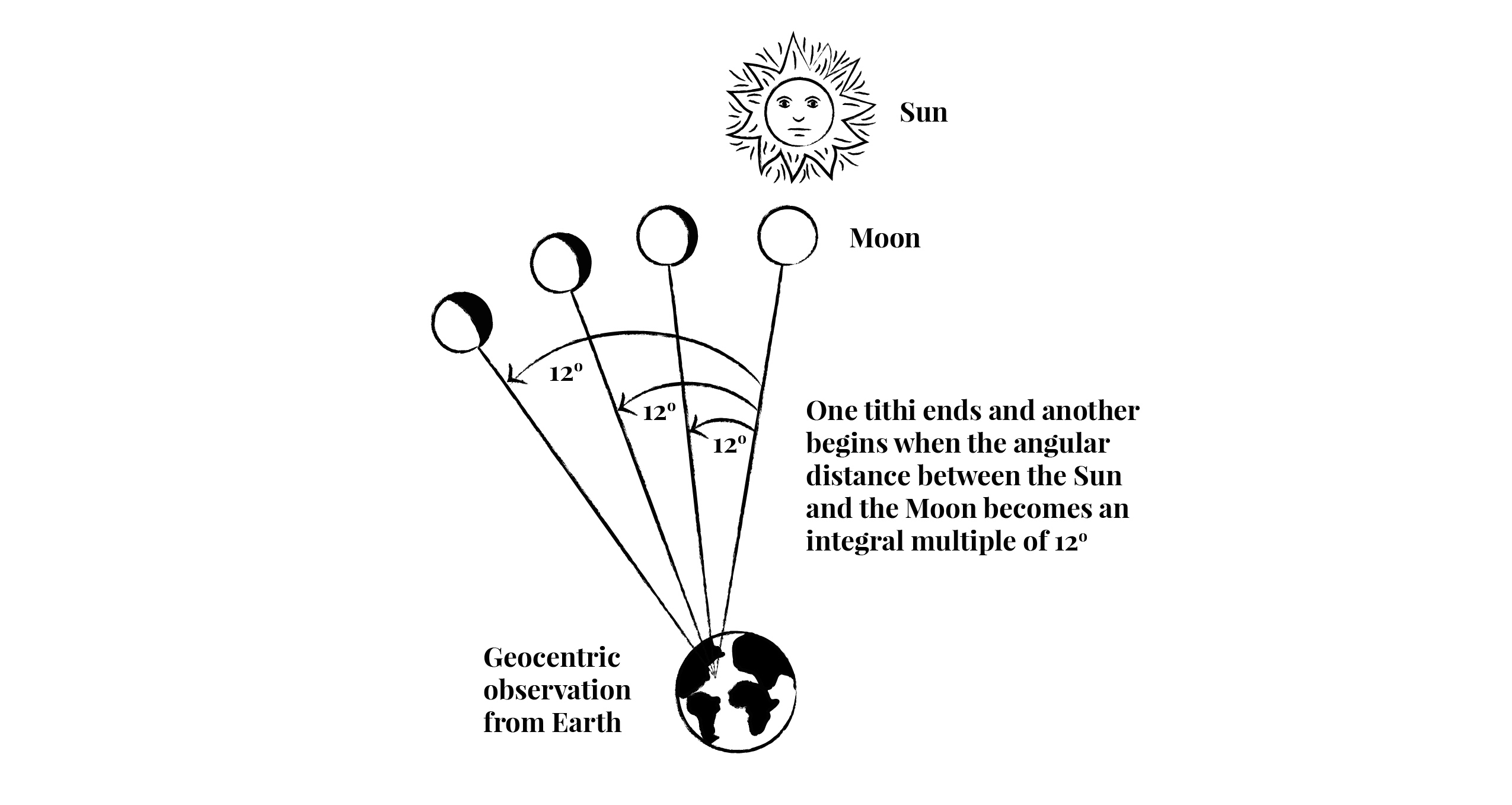
imagem para entender o cálculo do tithi

Um muhurta hindu (unidade de medida de tempo no calendário hindu junto com nimiṣa, kāṣṭhā e kalā; duração de 1/30 de um dia, um período de 48 minutos) pode ser representado em cinco atributos da astronomia hindu, a saber, vara o dia da semana, tithi, nakshatra o asterismo da lua, yoga a relação angular entre o sol e a lua e karana metade do tithi.
Tithi desempenha um papel importante junto com nakshatra nas atividades diárias e especiais dos hindus na seleção do muhurta . Existem dízimos auspiciosos assim como dízimos não auspiciosos, cada um considerado mais propício para alguns propósitos do que para outros.
Há 30 tithis em cada mês lunar, nomeados como:
| Sim. Não | Krishna paksha (quinzena escura) | Shukla paksha (quinzena brilhante) | Divindade e propriedades |
| -------- | -------------------------------- | ---------------------------------- | --- |
| 1        | Prathama / Padyami               | Prathama / Padyami                 | A divindade que preside o primeiro dia lunar é Agni e é bom para todos os tipos de cerimônias religiosas e auspiciosas. |
| 2        | Dwitiya / Vidiya                 | Dwitiya / Vidiya                   | Vidhatr ou Brahma rege este dia lunar e é bom para lançar as fundações de edifícios e outras coisas de natureza permanente. |
| 3        | Tritiya / Thadiya                | Tritiya / Thadiya                  | Gauri é o senhor deste dia e é bom para cortar o cabelo e as unhas e fazer a barba. |
| 4        | Chaviti                          | Chaviti                            | Yama/Ganapati é o senhor do 4º dia lunar, que é bom para a destruição dos inimigos, remoção de obstáculos e atos de combate.                                                                                                   |
| 5        | Panchami                         | Panchami                           | Os Naaga ou Serpentes regem este dia, que é favorável para a administração de remédios, a purificação de venenos e cirurgias.                                                                                                  |
| 6        | Shashthi                         | Shashthi                           | Karttikeya preside este dia e é favorável para coroações, novos amigos, festividades e diversão. |
| 7        | Saptami                          | Saptami                            | O 7º dia lunar é regido por Surya; pode-se iniciar uma viagem, comprar meios de transporte e lidar com outras coisas de natureza móvel.                                                                                        |
| 8        | Ashtami                          | Ashtami                            | Os Rudra governam este dia, o que é bom para pegar em armas, construir as próprias defesas e fortificações. |
| 9        | Navami                           | Navami                             | O Ambikaa governa este dia, que é adequado para matar inimigos, atos de destruição e violência. Inauspicioso para cerimônias e viagens.                                                                                        |
| 10       | Dasami                           | Dashami                            | O dia é governado por Dharmaraja e é auspicioso para atos de virtude, funções religiosas, práticas espirituais e outras atividades piedosas.                                                                                   |
| 11       | Ekadasi                          | Ekadashi                           | Rudra governa este dia; jejum, atividades devocionais e lembrança do Senhor Supremo Vishnu são muito favoráveis. Este dia tem um significado religioso especial no hinduísmo e no jainismo — geralmente observado pelo jejum . |
| 12       | Dvadasi                          | Dwadashi                           | O Vishnu ou Aditya rege este dia, que é auspicioso para as cerimônias religiosas, o acendimento do fogo sagrado e o desempenho dos deveres.                                                                                    |
| 13       | Trayodasi                        | Thrayodashi                        | O dia é governado por Kamadeva e é bom para fazer amizades, prazeres sensuais e festividades. |
| 14       | Chaturdashi                      | Chaturdashi                        | Kali rege este dia, adequado para administrar veneno e invocar elementais e espíritos. |
| 15       | Amavasya (lua nova)              | Purnima ou Paurnami (lua cheia)    | Os Pitru-devas regem a Lua Nova, adequada para a propiciação dos Manes e realização de austeridades. Purnima é governado pela Lua e é adequado para festejos e sacrifícios de fogo.                                            |